# Acanthocephala
Acantocefalii (din gr. „akantha" - „spin” și „kephale” - „cap”) reprezintă o încrengătură de viermi paraziți. Adulții trăiesc ca paraziți în intestinele diferitelor vertebrate (în special în intestinele porcilor, ale peștilor și ale păsărilor acvatice), pe care le îmbolnăvesc, producând pagube economice. Larvele au drept gazde intermediare unele crustacee sau insecte. Acantocefalii se aseamănă cu limbricii, dar au o trompă caracteristică, retractilă, înarmată cu cîrlige și acționată de mușchi, care servește la fixarea lor de pereții intestinali ai animalului gazdă.
Anterior, acantocefalii erau încadrați în grupul Nemathelminthes.